# Скуби-Ду! Истории летнего лагеря
«Скуби-Ду! Истории летнего лагеря» (англ. Scooby-Doo! Camp Scare) — полнометражный американский рисованный анимационный фильм о Скуби-Ду. Он был пятнадцатым фильмом, выпущенным сразу на DVD, из серии фильмов о Скуби-Ду. Премьера состоялась 14 сентября 2010 года.

## Сюжет
В лагере Маленький лось вожатый Берт рассказывает детям историю у костра, о том, что 50 лет назад в лагере жил злой вожатый, по имени Джерри Максити. Однажды дети разыграли его, положив змею в его рюкзак. Он упал со скалы и ударился головой о каждый камень. Легенда гласит, что травма головы свела его с ума, и они называют его Дровосеком. Внезапно на деревьях появляется тень, пугающая детей, но это была просто шутка другого советника по имени Дэррил. Отправив всех обратно в свои команты, Дэррил слышит стук поблизости и обнаруживает, что дверь в лодочный домик стучит о стену. Но когда он оборачивается, он видит настоящего Дровосека. Берт видит своего напарника убегающим, а также видит взорвавшуюся лодку и сообщение с надписью «Убирайтесь».
Скуби-Ду и его банда едут в лагерь Маленький Лось, старый летний лагерь Фреда, чтобы провести отпуск и служить вожатыми. Но по прибытии они обнаруживают, что лагерь пуст, за исключением Берта, старшего вожатого, и местного лесничего, рейнджера Надсена. Они обнаруживают, что одна из старых легенд лагеря, Дровосек, ожила и отпугнула детей. Рейнджер предлагает Берту закрыть лагерь перед заездом, Берт старается прислушаться к советам рейнджера, когда трое детей, Люк, Труди и Диакон, прибывают в лагерь. Фред убеждает Берта оставить лагерь открытым, пока банда Mystery Inc. не обнаружит, что происходит. В тот вечер Скуби пошел в лес за дровами, но вскоре был атакован Дровосеком. Когда он возвращается на кухню, появляется Берт с дровами, а Дровосек исчезает.
На следующий день все решают провести день на озере большого Лося, где находится богатый и современный лагерь. Банда наслаждается отдыхом на озере. На закате Скуби ныряет с аквалангом и находит подводное здание. Подойдя ближе, на него нападает Фишман, ещё одна легенда лагеря. Той ночью Джессика, главный советник лагеря Большой лось, спрашивает банду, не устраивают ли они шутки в её лагере, объясняя это тем, что в лагере не хватает оборудования. На них внезапно нападает Лесник, и они едва спасают Джессику от падения с моста. На следующий день Джессика приводит их в лагерь Большой лось и показывает, где исчез фургон. Банда задается вопросом, для чего это оборудование будет служить Дровосеку или Фишману. Велма использует устройство слежения, чтобы найти его в Каньоне теней, где, как объясняет Берт, находится дух, ещё одна легенда лагеря. Все расходятся; Фред, Дафна, Джессика и Люк отправляются исследовать здание в озере, а Велма, Берт и Труди направляются в каньон Теней, в то время как Шэгги и Скуби остаются в лагере Большого лося с Диаконом.
После преследования Фишмана Фред и другие обнаруживают в озере целый город, а также динамит, спрятанный в пещере. Когда Шэгги, Скуби и Диакон решили перекусить, их выгнали из Большого Лося и они оказались в Теневом Каньоне, где они столкнулись с украденным фургоном, который был окрашен в цвет стены каньона. Они обнаруживают, что он используется для сканирования озера. Затем их преследует Призрак каньона теней. Вся команда встречаются в лагере Маленький лось, чтобы узнать, что они нашли. Диакон решает, что с него достаточно, и хочет вернуться в лагерь Большой лось, и Джессика ведёт его. Банда Mystery Inc. хочет узнать больше о подводном городе, поэтому они спрашивают об этом владельца местного магазина. Он объясняет, что город называется Мус-Крик. Мус-Крик был шахтерским городом, пока его не эвакуировали, чтобы построить плотину и озеро Большого лося. Но что ещё более важно, там, как говорят, похоронены сокровища известного гангстера, который когда-то жил здесь по имени Рики Ляру. Когда Рики умер в тюрьме, его последними словами были слова о том, что если солнце ударит по городу на Летнем солнцестоянии, местонахождение сокровища будет раскрыто. Он рассказал об этом своему сокамернику, другому гангстеру по имени Пупс Боретти, который недавно сбежал из тюрьмы. Банда считает, что динамит будет использован для разрушения дамбы и раскрытия Мус-Крик, чтобы монстры нашли сокровища, поскольку следующий день — Летнее солнцестояние. Но это затопит лагерь Маленького Лося. Банда возвращается в лагерь и обнаруживает, что Дровосек опустошил его, но Берт, Люк и Труди в безопасности. Но затем банда понимает, что если Дровосек никого не нашёл в Лагере Маленького Лося, он готов разрушить Плотину. Их опасения оказываются верны, плотина взрывается, но все вовремя сбегают. Команда отправляется в Мус-Крик, который теперь находится над водой, чтобы исследовать его. Там они находят Джессику, которая объясняет, что следовала за Диаконом. Но прервав на них нападает Дровосек, который преследует Фреда, Джессику и Люка. Остальных находит Диакон, который после того, как запер их, объясняет, что он не ребёнок, а преступник Пупс Боретти, который ищет сокровища. После победы над Дровосеком шпиль направляет луч света на место на земле, Скуби копает, чтобы найти сокровище. Вскоре на них нападает Фишман, и после долгой погони он пойман и оказывается Рейнджером Кнудсеном, который также является Лесником и Призраком. Банда также захватывает Пупса Боретти, который пытается сбежать с сокровищами. Велма объясняет, что Пупс Боретти и Рейнджер Кнудсен объединились, чтобы отпугнуть детей в Лагере Маленького Лося, взорвать плотину и забрать сокровище. Пупс представился Диаконом, чтобы убедить всех уйти. Эти двое также использовали гидролокатор для поиска города на озере. В конце концов, злодеи арестованы, Берт и Джессика объединяют лагеря, чтобы сформировать Лагерь большой-маленький лось, а банда Mystery Inc. прослужит там остаток лета в качестве вожатых. В сцене после титров выясняется, что в лагере был Призрак каньона теней, и он не оказался маскировкой.

## Роли озвучивали
| Актёр            | Роль                                        |
| ---------------- | ------------------------------------------- |
| Фрэнк Уэлкер     | Скуби-Ду, Фред Джонс                        |
| Мэттью Лиллард   | Норвилл «Шэгги» Роджерс                     |
| Грей Делайл      | Дафна Блейк                                 |
| Минди Кон        | Велма Динкли                                |
| Скотт Менвиль    | Люк                                         |
| Тара Стронг      | Труди                                       |
| Лорен Том        | Джессика                                    |
| Стивен Рут       | Барт                                        |
| Ди Брэдли Бейкер | Рейнджер Кнудсен, Дровосек, Фишман, призрак |
| Марк Хэмилл      | Диакон (Пупс Боретти), владелец магазина    |
| Фил Ламарр       | Дэррил                                      |

## Отзывы и продажи
Пол Мэвис из DVD Talk в своей рецензии на мультфильм поставил самый высокий бал качеству видео. Картина принесла более 3 миллионов долларов с продаж на DVD.